# Vastorf
Vastorf er en kommune i den sydlige centrale del af Landkreis Lüneburg i den tyske delstat Niedersachsen, og byen er en del af Samtgemeinde Ostheide.

## Geografi
Vastorf ligger omkring 10 km sydøst for Lüneburg, vest for naturpark Elbufer-Drawehn.

### Inddeling
I kommunen ligger landsbyerne:
- Gifkendorf
- Rohstorf
- Vastorf
- Volkstorf